# 올림픽 케이맨 제도 선수단
케이맨 제도는 1976년 몬트리올 올림픽을 계기로 올림픽에 처음 참가하였으며, 1980년 모스크바 올림픽에서는 미국 주도의 보이콧 운동에 따라 한차례 불참한 이래 현재까지 계속 참가하고 있다.
1962년 자메이카가 독립한 이래 케이맨 제도는 영국의 해외 영토로 남았다. 1973년 케이맨 제도 올림픽 위원회가 설립되었으며 1976년에 공인되었다.
2010년 동계 올림픽을 게기로 동계 올림픽에도 처음 참가하였다. 케이맨 제도의 올림픽 메달 획득 기록은 동하계를 통틀어 없다.

## 메달 기록

### 하계 올림픽
| 대회                  | 선수      | 금메달 | 은메달 | 동메 | 총합 | 순위 |      |
| 1976년 몬트리올       | 2         | 0      | 0      | 0    | 0    | –    |      |
| 1980년 모스크바       | 13        | 불참   | 불참   | 불참 | 불참 | 불참 | 불참 |
| 1984년 로스앤젤레스   | 8         | 0      | 0      | 0    | 0    | –    |      |
| 1988년 서울           | 8         | 0      | 0      | 0    | 0    | –    |      |
| 1992년 바르셀로나     | 10        | 0      | 0      | 0    | 0    | –    |      |
| 1996년 애틀랜타       | 9         | 0      | 0      | 0    | 0    | –    |      |
| 2000년 시드니         | 3         | 0      | 0      | 0    | 0    | –    |      |
| 2004년 아테네         | 5         | 0      | 0      | 0    | 0    | –    |      |
| 2008년 베이징         | 4         | 0      | 0      | 0    | 0    | –    |      |
| 2012년 런던           | 5         | 0      | 0      | 0    | 0    | –    |      |
| 2016년 리우데자네이루 | 5         | 0      | 0      | 0    | 0    | –    |      |
| 2020년 도쿄           | 5         | 0      | 0      | 0    | 0    | –    |      |
| 2024년 파리           | 개최 예정 |        |        |      |      |      |      |
| 2028년 로스앤젤레스   | 개최 예정 |        |        |      |      |      |      |
| 2032년 브리즈번       | 개최 예정 |        |        |      |      |      |      |
| 총합                  | 총합      | 0      | 0      | 0    | 0    | –    |      |

### 동계 올림픽
| 대회                         | 선수        | 금메달      | 은메달      | 동메달      | 총합        | 순위        |
| 2010년 밴쿠버                | 1           | 0           | 0           | 0           | 0           | –           |
| 2014년 소치                  | 1           | 0           | 0           | 0           | 0           | –           |
| 2018년 평창                  | 불참        |             |             |             |             |             |
| 2022년 베이징                | 불참        |             |             |             |             |             |
| 2026년 밀라노-코르티나담페초 | (개최 예정) | (개최 예정) | (개최 예정) | (개최 예정) | (개최 예정) | (개최 예정) |
| 총합                         | 총합        | 0           | 0           | 0           | 0           | –           |

## 같이 보기
- 케이맨 제도의 올림픽 기수 목록
- 동계 올림픽에 참가한 열대 국가